# Operation Rescue
Operation Rescue est un mouvement pro-vie américain fondé par Randall Terry en 1986. Il a connu son apogée à la fin des années 1980 et au début des années 1990 en organisant des campagnes de désobéissance civile massive aux abords des cliniques pratiquant l'avortement. 75 000 militants seront interpellés ou condamnés à la prison de 1987 à 1994.

## Chronologie
En 1988, Operation Rescue se fit connaître sur la scène nationale américaine avec l'organisation de sit-ins en marge de la Convention présidentielle du Parti démocrate à Atlanta en Géorgie. Ce coup d'éclat inspira la création de nombreuses associations indépendantes reprenant la même appellation à travers le pays, notamment en Californie.
À l'été de 1991, l'association organisa une campagne massive devant une clinique de Wichita, dans le Kansas, donnant lieu à plus de 1 600 arrestations.
En 1992, elle mena une campagne comparable à Buffalo, État de New York, avec le soutien du maire de la ville.
En 1999, le mouvement se divisa et connut une querelle sur l'utilisation du nom « Operation Rescue ». L'organisation nationale d'Operation Rescue est maintenant connue sous le nom d'Operation Save America.